# 光唇鲨
光唇鲨（学名：Eridacnis radcliffei），又名花尾貓鮫，为皱唇鲨科光唇鲨属的鱼类。广泛分布于印度洋及西太平洋的坦桑尼亚、亚丁湾、印度、安达曼群岛、越南、菲律宾海域以及台湾西南海域等。该物种的模式产地在菲律宾。
光唇鲨是最小的现存鲨鱼之一，体长只达到24公分，生活深度为70米至760米。